# Надскупчення Вітрил

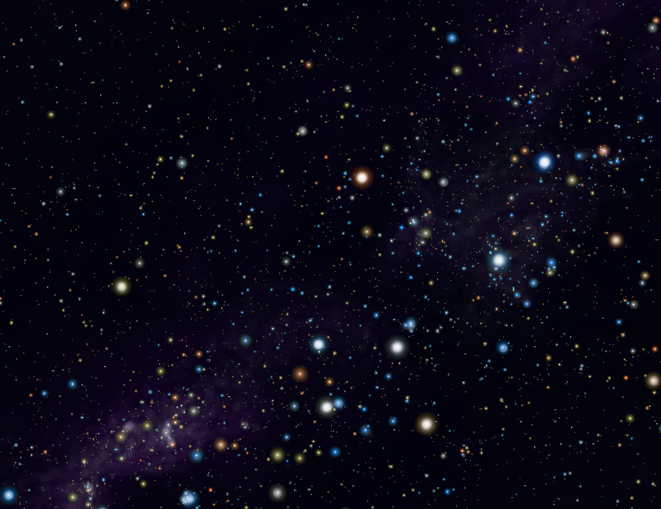

Надску́пчення Вітри́л (англ. Vela Supercluster) — масивне надскупчення галактик із центром у напрямку сузір'ї Вітрил. На небосхилі охоплює площу близько 25 × 20 градусів (галактичні координати: l = 272,5° ± 20°, b = 0° ± 10°), перетинаючи зону уникання Чумацького Шляху. Потенційно одна з найбільших структур у Всесвіті. 
Надскупчення складається з двох стін: основної стіни, галактики якої віддаляються із середньою швидкістю близько 18 000 км/с (що відповідає відстані близько 265,5 мегапарсек або 870 мільйонів світлових років, якщо виходити зі значення сталої Хаббла h=70 км × с-1 на Мпк) та вторинної стіни, що віддаляється зі швидкістю близько 22 000 км/с. Загальний розмір цих стін — 115 мегапарсек за більшим розміром та 90 мегапарсек — за меншим (приблизно 385 млн. на 300 млн. світлових років). Це приблизно в 1000 разів більше Чумацького Шляху, що відповідає масі 1 × 1015 мас Сонця[відсутнє в джерелі]. Стіни перемішані з окремими скупченнями та групами галактик. Було виявлено близько 20 потенційних скупчень галактик із дисперсією швидкості близько 400 км/с.

## Спостереження
Надскупчення було виявлено шляхом аналізу червоного зсуву 4500 галактик за допомогою 3,9 метрового телескопа Англо-Австралійської обсерваторії (AAO), який має багатоканальний спектрограф AAOmega з полем зору 2°, та Великого південноафриканського телескопа (SALT).
Надскупчення розташоване на ділянці неба, яка закрита від земного спостерігача газопиловими хмарами, що сконцентровані в диску Чумацького Шляху. Ця ділянка відома як зона уникання. Отже, надскупчення можна вивчати лише на довших довжинах хвиль (інфрачервоних, мікрохвильових, радіо), які можуть проходити через міжзоряний газ і пил.
Надскупчення розташоване «неподалік» Місцевої групи галактик (до якої належить зокрема й наш Чумацький Шлях). Місцева група рухається відносно космічного мікрохвильового фону зі швидкістю ∼622 км/с, яке називається темним потоком. Цей рух було визнано значним відносно Розширення Всесвіту. Хоча космічний телескоп Planck не виявив доказів існування цього потоку,[джерело?] пропозиції щодо пояснення цього просторового руху включають вплив сусідньої концентрації Шеплі та Великого Атрактора в центрі Ланіакеї. За оцінками, надскупчення Вітрил спричиняє щонайменше 50 км/сек (180 000 км/год) цього просторового руху.
Очікується, що детальніші дослідження в майбутньому (зокрема, Taipan Galaxy Survey) нададуть додаткові дані про надскупчення.